# Philipp Lersch

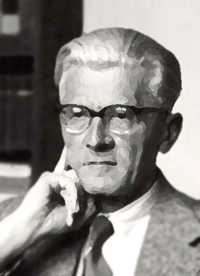
Philipp Lersch

Philipp Lersch (München, 4 april 1898 - aldaar, 15 maart 1972) was een Duitse psycholoog. Lersch was in de jaren vijftig en zestig een vertegenwoordiger van de Duitse expressiepsychologie, in navolging van Karl Jaspers.

## Leven en werk
Philipp Lersch studeerde literatuurgeschiedenis, psychologie en filosofie aan de Ludwig-Maximilians-Universiteit München. Hij voltooide zijn studie in 1923 met een proefschrift op het gebied van literaire geschiedenis. Dit werk kreeg de titel Droom in de Duitse romantiek. In de jaren 1925-1933 werkte Lersch onder Max Simoneit bij het Psychologisch Laboratorium van het Reichsministerie van Defensie aan de voorbereiding van karaktergeschiktheidstesten voor kandidaat-officieren. Het resultaat van zijn karakterologische werk is zijn in 1932 gepubliceerde werk Gezicht en ziel. Vanaf de jaren 1930 werkte Lersch tegelijkertijd in de TH Dresden, waar hij toelatingsexamens maakte voor het onderwijsstudenten. In dit verband evalueerde Lersch in 1934 zijn ervaringen met onderwijsstudenten in het tijdschrift The High School, die hij in verband bracht met de politieke situatie van toen:
Het dringt steeds meer door in het culturele bewustzijn van het Duitse heden, dat het proces van de innerlijke transformatie van onze mensen in de eerste plaats een taak van jeugdeducatie betekent. Het model van deze pedagogische heroriëntatie kan worden gezien als een conceptie van de Duitse man, die - naast de inhoudelijke kenmerken van een soldaat-politieke levenshouding - het algemene basiskenmerk van organisch holisme draagt (Lersch 1934, p. 298).
Evenzo schreef Lersch in 1934 dat er 'geboren meesters van de mens' zijn met een 'wil tot macht', een 'vanzelfsprekende claim om te regeren', wiens tegendeel het 'dienende karaktertype' is dat zijn 'eigen waarde minderheid' benadrukt door onderdanigheid. Hoewel Lersch zich nooit bij de NSDAP heeft aangesloten, steunde hij hun doelen na de verkiezingsoverwinning van de nationaalsocialisten in Duitsland. In 1933 ondertekende hij de bekentenis van de professoren aan de Duitse universiteiten en hogescholen aan Adolf Hitler. In 1937 nam hij de nieuw opgerichte leerstoel voor psychologie in Breslau over. Twee jaar later verhuisde hij naar de Leipzig-leerstoel van Felix Krueger, de oprichter van de tweede Leipzig-school. In 1938 publiceerde Lersch zijn beroemdste werk De structuur van het personage (vanaf 1950 onder de titel Structuur van de persoon), dat tot 1970 in elf edities verscheen.
In december 1941 nam Lersch publiek deel aan een evenement georganiseerd door de Universiteit van Leipzig voor het euthanasieprogramma van de nationaalsocialisten. De toespraak was gericht tegen de Münster kardinaal von Galen, die predikte tegen euthanasie. In zijn lezing verklaarde hij de relatie tussen onderwijs en erfelijke biologie:
Nu, als de werkelijke kracht van erfelijkheid heeft aangetoond dat het remmende effect van onderwijs beperkt is, dan wordt waar de grenzen liggen, de plaats van onderwijs vervangen door een nieuwe wet, het binnenkomen van inferieure gehechtheden - lichamelijke ziekten, mentaal, spiritueel, morele, sociale inferioriteit - om overerving te voorkomen, dat wil zeggen dragers van inferieure genen van reproductie uit te sluiten (Lersch 1942, p. 38).
Niet in de laatste plaats leidde deze toespraak in de naoorlogse periode in Duitsland in 1948 tot een rechtszaak tegen Lersch. Het eindigde met zijn classificatie als volger. Door deze uitspraak kon hij tot 1966 onverminderd doorgaan met zijn hoogleraarschap in psychologie aan de Universiteit van München. Zijn opvolger op de Munich Chair was Kurt Müller. Van 1954 tot 1955 was Lersch president van de Duitse vereniging voor psychologie. In 1941 werd hij tot lid van de Leopoldina gekozen. Sinds 1942 was hij een lid van de Saksische Academie van Wetenschappen en sinds 1944 een volwaardig lid van de Beierse Academie van Wetenschappen.

## Psychologische werk
De geschriften van Lersch zijn beïnvloed door de gestaltpsychologie van de jaren 1920. Hij baseerde zijn benadering vooral op de psychologie van Wilhelm Dilthey. Lersch zag de wil als het belangrijkste exemplaar van de gevoelens (endothyme ervaringen). Volgens hem is de wil ondergeschikt aan een hoger doel. Deugden zoals vastberadenheid, zelfredzaamheid en innerlijke wilskracht zouden zich pas ontvouwen wanneer hun eigen behoeften werden onderdrukt en fysieke ontberingen doorstaan. Positieve vormen van innerlijke wil zijn zelfbeheersing, zelfdiscipline, zelfdiscipline, strengheid tegen zichzelf en zelfeducatie. (Aufbau der Person, 1970). Alles moet ondergeschikt worden gemaakt aan een geheel, wat in de naziperiode werd opgevat als ondergeschiktheid aan de nationale gemeenschap. In de structuur van het personage verwijst Lersch naar de daadkracht, als onderdeel van het algehele mentale proces, naar Mein Kampf van Adolf Hitler.

## Werken
- Gesicht und Seele. Grundlinien einer mimischen Diagnostik. Reinhardt, München 1932.4
- Lebensphilosophie der Gegenwart. (= Philosophische Forschungsberichte, Heft 14). Berlin, Junker und Dünnhaupt, 1932, 98 Seiten
- Das Problem einer charakterologischen Auslese für das Höhere Lehramt, in: Die Höhere Schule 1934, S. 298–305
- Der Aufbau des Charakters. Johann Ambrosius Barth Verlag, Leipzig 1938 en 1941
- Das Problem der Vererbung des Seelischen. J. A. Barth, Leipzig 1942.
- Sprache als Freiheit und Verhängnis. München 1947.
- Der Mensch in der Gegenwart. Ernst Reinhardt Verlag, München/Basel 1947, 2. Aufl. 1955
- Aufbau der Person. 11. Aufl., J. A. Barth, München 1970.